# John Miller
John Miller (Miami, 12 agosto 1993) è un giocatore di football americano statunitense che milita nel ruolo di offensive guard per i Carolina Panthers della National Football League (NFL).

## Carriera

### Buffalo Bills
Dopo avere giocato al college a football a Louisville, Miller fu scelto nel corso del terzo giro (81º assoluto) del Draft NFL 2015 dai Buffalo Bills. Debuttò come professionista partendo come titolare nella gara del primo turno contro gli Indianapolis Colts. La sua stagione da rookie si chiuse disputando 12 partite, tutte come titolare.
Nel 2017, Miller disputò le prime quattro partite come guardia destra titolare, prima di perdere il posto in favore del veterano Vladimir Ducasse.

### Carolina Panthers
Il 18 marzo 2020 Miller firmò con i Carolina Panthers un contratto annuale del valore di 4 milioni di dollari.